# Parga togoensis
Parga togoensis är en insektsart som beskrevs av Sjöstedt 1932. Parga togoensis ingår i släktet Parga och familjen gräshoppor. Inga underarter finns listade i Catalogue of Life.